# Tablero de fibra de alta densidad

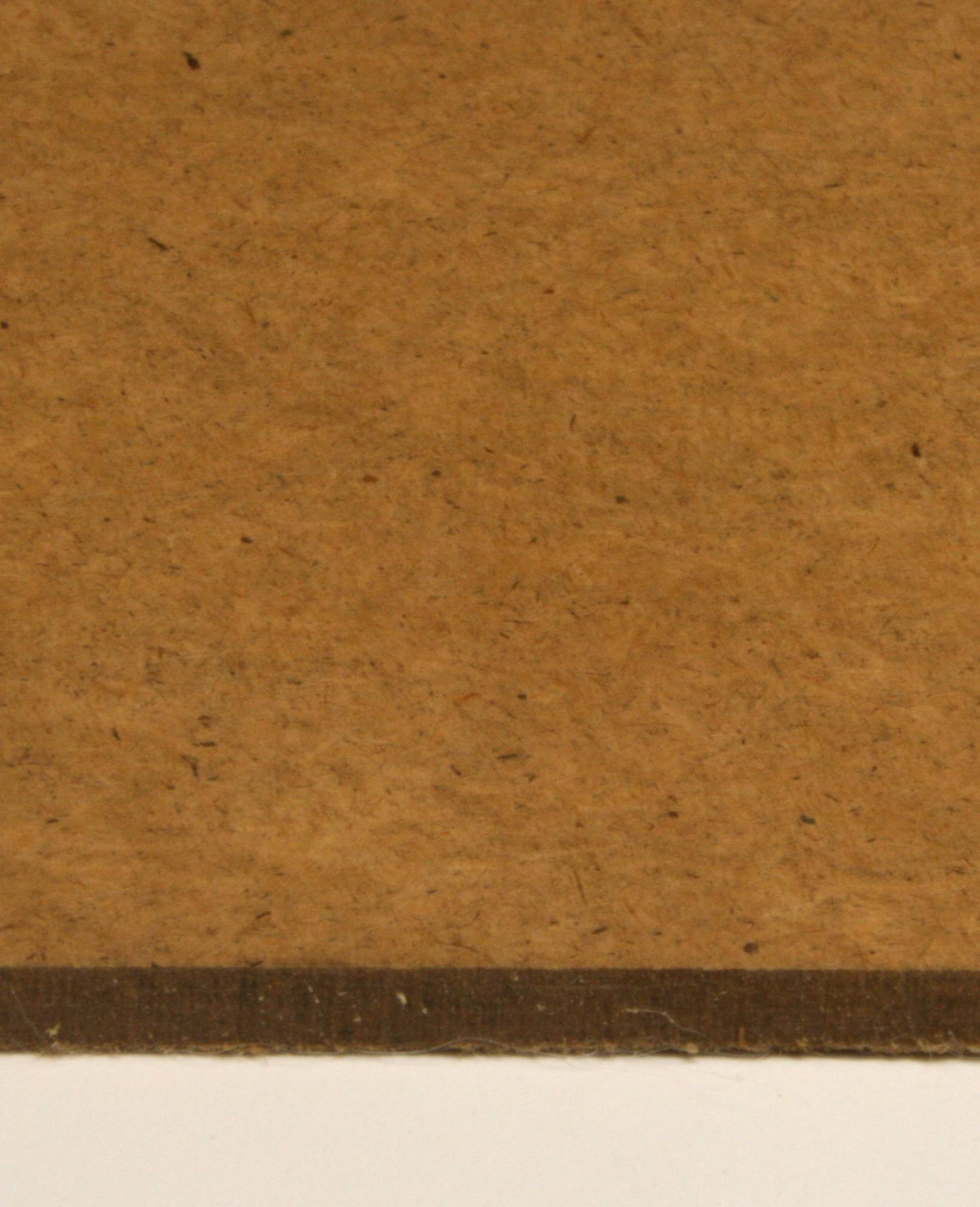
Una sección de la tabla.

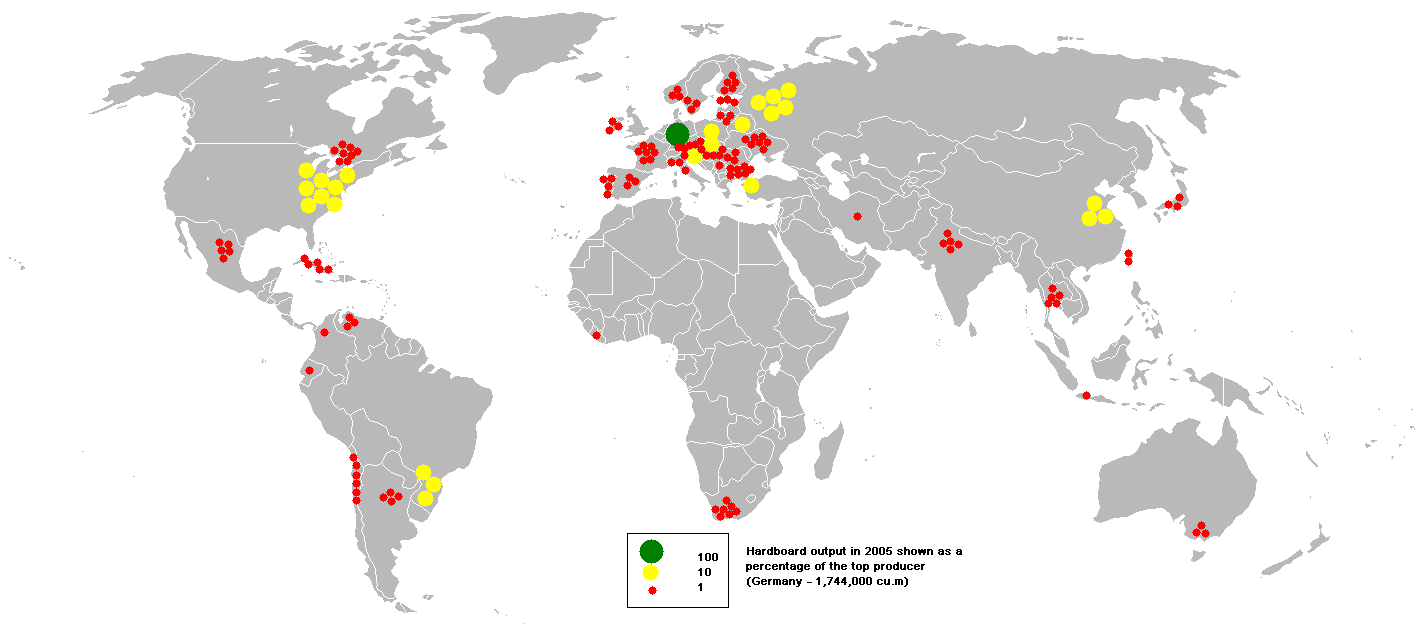
Salida de tableros en 2005

El tablero de fibra de alta densidad, también conocido como HDF, es un tipo de tablero de fibras caracterizado por su mayor densidad,y tambien lo delicado , lo que le confiere características diferenciables del tablero de fibra de densidad media.
Fabricado exclusivamente a partir de madera y agua, sin el añadido de adhesivos artificiales. En el proceso se aprovechan las propiedades termoplásticas de la lignina, un adhesivo natural presente en la madera. Esta técnica lo convierte en un producto biológico, en el que se le aplican procesos de alta presión y temperatura.
Por su composición a base de madera,es un material biodegradable que se puede aprovechar al final de su ciclo de vida para su reutilización en otros productos, para generar energía y como fuente de calor natural. Se trata de un material producido con los estándares europeos de Natural Fiber Board (NFB).
Entre sus usos más habituales, suele ser empleado en construcción, insonorización, muebles, puertas, suelos, decoración, automóvil, embalaje, envases, tacones de calzado, expositores, juguetes, traseras de cuadros, pizarras, materiales de oficina, posavasos, bandejas o libros, entre otras muchas aplicaciones.